# Mao Sơn Tông
Mao Sơn Tông (茅山宗) là tên một giáo phái của Đạo giáo, lấy núi Mao Sơn (núi cỏ mao), nằm ở giữa hai huyện Kim Đàn và Cú Dung của tỉnh Giang Tô, Trung Quốc, làm Tổ đình. Mao Sơn có tên xưa là Cú Khúc Sơn, Địa Phế Sơn, Cương Sơn, Kỷ Sơn. Đây là ngọn núi thuộc hàng động thiên phúc địa nổi tiếng.
Mao Sơn Tông kế thừa Thượng Thanh Phái. Đào Hoằng Cảnh là tổ sư đời thứ 9 của Thượng Thanh Phái (vốn là tông phái không chú trọng phù lục). Sau khi quy ẩn 10 năm tại núi Mao Sơn, ông sáng lập Mao Sơn Tông (là tông phái coi trọng phù lục), lấy tên núi làm tên giáo phái, chọn Tam Mao Chân Quân làm Tổ của Tông phái này nên có tên gọi là Mao Sơn Tông. Tông Tổ kỳ tích của Mao Sơn phái trước phải kể đến ba anh em đồng tử nhà họ Mao là Mao Doanh, Mao Cố và Mao Trung.
Mao Doanh tự là Thúc Thân (sanh vào thời Hán Cảnh Đế trung nguyên - công nguyên năm 145) trước nhập vào Hằng Sơn (Cú Khúc Sơn) tu đạo rồi nằm mộng thấy Thái Huyền Ngọc Nữ mà đắc đạo. Mao Cố tự là Qúy Vĩ, sanh năm Mậu Tuất - công nguyên năm 143, là 1 người có hiếu và liêm chính làm quan Thái Thủ. Mao Trung tự là Tư Hòa, sinh vào năm Canh Tý - công nguyên năm 141.
Mao Sơn được mọi người biết đến với uy danh đệ nhất khưu tà trừ ma, đạo pháp thần thông quản đại cao siêu và còn lập đàn, bố trận pháp.
Mao Sơn phái có các đời tông sư rất nổi tiếng, qua nhiều thời, sáng tạo ra những pháp thuật xuất chúng, có ảnh hưởng rất lớn đến văn hóa đạo giáo Trung Hoa. Mao Sơn Tông là một môn phái lớn trong Bát Đại Huyền Thuật của Trung Quốc với những pháp như: Hành Thông Linh Pháp (đi xuyên âm giới), Thiên Nhãn Thông, Khiển Thi Thuật, Chiêu Hồn Thuật,.v.v...
Ngoài những pháp thuật kể trên Mao Sơn cón có những trận pháp vô cùng huyền diệu như: Cửu đăng liên hoa trận, Cửu tiền bôi đỉnh trận, Bát quái trận,...
Mao Sơn Tông đã từng có thời kỳ rất phát triển và cũng chia ra các chi phái nhỏ, gồm 4 chi môn chính là Mao Sơn Phù Môn (chuyên về phù lục thuật), Mao Sơn Trận Môn (chuyên về Kỳ Binh Độn Giáp trận đồ thuật), Mao Sơn Pháp Môn (chuyên về Pháp Thuật hay Tiên pháp), và xếp thứ tư là Mao Sơn Quỷ Môn (chuyên về Dưỡng Quỷ thuật) đã bị khai trừ (vì trong chi phái này từng xuất hiện một tà sư ma đầu lợi dụng tà thuật để tranh quyền hại chúng sanh, vi phạm Thiên Đạo nên bị các chi phái khác hợp sức tiêu diệt và khai trừ Mao Sơn Dưỡng Quỷ chi ra khỏi Mao Sơn Tông). Đây là một thuyết không chính thức.
Cho đến nay Mao Sơn không còn phát triển rộng rãi như ngày xưa, do quá trình hiện đại hóa của xã hôi, nhưng vẫn còn những người biết và tìm đến học đạo thuật Mao Sơn. Hiện nay Mao Sơn Tông còn hoạt động ở 3 nơi là Trung Quốc, Hồng Kông và Đài Loan (tổ đình thì ở núi Tam Mao -Trung Quốc) có lẽ Mao Sơn đạo phái sẽ không bị thất truyền trong tương lai mai sau.
[b] Do tính chất coi trọng phù chú, đàn pháp mà nó đã có những nghi thức nghi lễ khá hay.
Khiến quần chúng bị mê hoặc khi người Thầy đó nếu không phải là Minh sư.
Bùa chú nói chung rất mơ hồ, do đó trước khi làm một việc gì đó cần phải xem xét kỹ lưỡng tránh bị lừa gạt.

## Tam Mao Chân Quân
Mao Doanh tự là Thúc Thân (sanh vào thời vua Hán Cảnh Đế ở Trung Nguyên - Công Nguyên năm 145) tiến nhập vào Hằng Sơn (Cú Khúc Sơn) tu đạo rồi nằm mộng thấy Thái Huyền Ngọc Nữ mà đắc đạo. Mao Cố tự là Qúy Vĩ sanh năm Mậu Tuất - công nguyên năm 143, là 1 người có hiếu và liêm chính làm quan Thái Thủ. Mao Trung tự là Tư Hòa, sinh vào năm Canh Tý - công nguyên năm 141.
Tam Mao Chân Quân (三茅真君)
Mao Doanh chân nhân sau khi đắc đạo vào thời nguyên đế sơ nguyên ngũ niên Đinh Sửu - công nguyên tiền năm 44, đã xuống thế cứu bá tánh và khuyến người tu đạo, dùng tiên thuật khuyến 2 người đệ Mao Cố và Mao Trung học đạo, sau nhập vào Mao Sơn tu ẩn, chia Mao Sơn làm 3, mỗi vị cai quản mỗi xứ. Mao Doanh quản Đại Mao Quân Sơn, Mao Cố quản Trung Mao Quân Sơn và Mao Trung quản Tiểu Mao Quân Sơn. Sau 3 vị cởi Bạch Hạc về Bồng Lai Đảo, được Thái Thượng Lão Quân sắc phong: Mao Doanh được phong là Ti Mệnh Chân Quân, Mao Cố là Định Quốc Chân Quân, Mao Trung là Bảo Sanh Chân Quân, được gọi là Tam Đàn Hỏa Diện Mao Đàn Chân Quân.
Ai đế nguyên thọ nhị niên canh thân tuế (công nguyên năm thứ nhất) năm Mao Doanh 145 tuổi, Vương Mẫu cùng Thượng Nguyên Phu Nhân giáng thân tại Mao Sơn, Vương Mẫu Nương Nương truyền cho Mao Doanh - Ti Mệnh Chân Quân bí pháp Ngọc Bội Kim Đang Thái Tiêu Ẩn Thư Đỗng Phi Nhị Cảnh Nội Phù. Xong Mao Cố và Mao Trung được Thượng Nguyên Phu Nhân tặng Tam nguyên lưu châu, đan cảnh đạo tinh và ẩn địa bát thuật.
Mao Sơn được mọi người biết đến với uy danh đệ nhất khưu tà trừ ma, pháp thần thông quản đại cao siêu và còn lập đàn, bố trận pháp. Mao Sơn phái có các đời tông sư rất nổi tiếng, qua nhiều thời, sáng tạo ra những pháp thuật xuất chúng, có ảnh hưởng rất lớn đến văn hóa đạo giáo Trung Hoa. Là một môn phái lớn trong tám đại huyền thuật của Trung Quốc với những pháp như: Hành thông linh pháp(đi xuyên thấu tam giới),Luyện cương thi(luyện xác chết thành thi biến nhằm mục đích đưa về quê an táng)...Ngoài những pháp thuật kể trên Mao Sơn cón có những trận pháp vô cùng huyền diệu như: Cửu đăng liên hoa trận, cửu tiền bôi đỉnh trận,bát quái trận,...Cho đến nay Mao Sơn không cón phát triển rộng rãi như ngày xưa, do quá trình hiện đại hóa của xã hôi, nhưng vẫn còn những người biết và tìm đến học đạo thuật Mao Sơn,hiện mao sơn phái còn hoạt động ở 3 nơi là Trung Quốc,Hồng Kông và Đài Loan(tổ đình thì ở núi Mao -Trung Quốc) có lẽ Mao Sơn đạo phái sẽ không bị thất truyền trong tương lai mai sau.

## Hệ Thống Truyền Thừa
1. Sơ Tổ Nguỵ Phu Nhân
2. Nhị Tổ
3. Tam Tổ
4. Tứ Tổ
5. Ngũ Tổ
6. Lục Tổ
7. Thất Tổ Lục Tu Tĩnh Chân nhân
8. Bát Tổ Tôn Du Nhạc (398-489), Tổ đời thứ 8 của Thượng Thanh phái. Môn đệ của Thất Tổ Lục Tu Tĩnh.